# Фјодор Достојевски
Фјодор Михајлович Достојевски (рус. Фёдор Михайлович Достоевский; Москва, 11. новембар 1821 – Санкт Петербург, 9. фебруар 1881) био је руски књижевник и новинар.
Књижевна дела Достојевског истражују људско стање у проблематичној политичкој, друштвеној и духовној атмосфери Русије 19. века и баве се разним филозофским и религиозним темама. Његови најпризнатији романи су Злочин и казна (1866), Идиот (1869), Зли дуси (1872) и Браћа Карамазови (1880). Његова новела Записи из подземља из 1864. сматра се једним од првих дела егзистенцијалистичке књижевности. Бројни књижевни критичари га сматрају једним од највећих романописаца у читавој светској књижевности, јер се многа његова дела сматрају ремек-делима великог утицаја.
Рођен у Москви 1821. године, Достојевски је у раној младости упознао књижевност кроз бајке и легенде, и кроз књиге руских и страних аутора. Мајка му је умрла 1837. када је имао 15 година, а отприлике у исто време је напустио школу и уписао се у Николајевски војнотехнички институт. Након што је дипломирао, радио је као инжењер и накратко је уживао у раскошном начину живота, преводећи књиге да би зарадио додатни новац. Средином 1840-их написао је свој први роман, Бедни људи, који му је омогућио улазак у књижевне кругове Санкт Петербурга. Међутим, ухапшен је 1849. јер је припадао књижевној групи, кругу Петрашевског, који је расправљао о забрањеним књигама са критиком царске Русије. Достојевски је осуђен на смрт, али је казна у последњем тренутку преиначена. Провео је четири године у сибирском заробљеничком логору, након чега је уследило шест година обавезног служења војног рока у избеглиштву. У наредним годинама, Достојевски је радио као новинар, издавајући и уређујући неколико својих часописа, а касније и Дневник писца, збирку његових списа. Почео је да путује по западној Европи и развио зависност од коцкања, што је довело до финансијских потешкоћа. Неко време је морао да моли за новац, али је на крају постао један од најчитанијих и најцењенијих руских писаца.
Опус Достојевског састоји се од тринаест романа, три новеле, седамнаест приповедака и бројних других дела. Његови списи су били широко читани како у његовој родној Русији тако и ван ње и утицали су на подједнако велики број каснијих писаца, укључујући Русе попут Александра Солжењицина и Антона Чехова, филозофа Фридриха Ничеа и Жан-Пола Сартра, и на појаву егзистенцијализма и фројдизма.  Његове књиге су преведене на више од 170 језика и послужиле су као инспирација за многе филмове.

## Биографија

### Порекло
Преци Достојевског по оцу били су део племићке породице руских православних хришћана. Породица вуче корене из Данила Иртишча, који је 1509. добио земљу у области Пинска (вековима део Великог војводства Литваније, сада у данашњој Белорусији) за своје услуге под локалним кнезом, а његово потомство је тада преузело назив „Достојевски“ по имену тамошњег села Достојево (изведено од старопољског достојник – достојанственик).
Непосредни преци Достојевског по мајчиној страни били су трговци; по мушкој линији по очевој страни били су свештеници.
Године 1809. 20-годишњи Михаил Достојевски уписао се на Московску царску медицинско-хируршку академију. Одатле је распоређен у московску болницу, где је служио као војни лекар, а 1818. године постављен је за вишег лекара. 1819. оженио се Маријом Нечајевом. Следеће године је преузео дужност у болници за сиромашне Марински. Године 1828, када су његова два сина, Михаил и Фјодор, имали осам, односно седам година, унапређен је у колегијалног проценитеља, што је његов правни статус подигао на племићки и омогућио му да стекне мало имање у граду Даровоје. око 150 km (93 mi) од Москве, где је породица обично проводила лета. Родитељи Достојевског су касније добили још шесторо деце: Варвару (1822–1892), Андреја (1825–1897), Љубов (рођена и умрла 1829), Веру (1829–1896), Николаја (1831–1883) и Александра (1835–1889).

### Детињство и младост
Фјодор је био други од седморо деце Михаила и Марије Достојевски, који су били потомци белоруских имиграната. Породица Достојевски вуче порекло од белоруских унијатских (гркокатоличких) племића који су се касније вратили у оквире православља. Убрзо пошто је мајка умрла од туберкулозе 1837. године, он и брат Михаил су послати у Војну академију у Санкт Петербургу. Године 1839. умро му је и отац, пензионисани војни хирург и насилни алкохоличар, који је служио као лекар у болници за сиромашне „Марински“ у Москви. Претпоставља се да су Михаила убили његови кметови, за које је познато да су у више наврата били огорчени Михаиловим понашањем у пијаном стању.
Фјодору није превише добро ишло у Војној академији у Санкт Петербургу, пошто је био лош из математике коју је презирао. Уместо тога се посветио књижевности. Тада је високо ценио Оноре де Балзака, те је 1843. године чак превео једно од његових највећих дела, „Евгенија Гранде“, на руски језик. Достојевски је почео да пише своја дела отприлике у то време и 1846. године се појавио његов први роман у форми епистоларне прозе, „Бедни људи“, који је добио одличне критике, а један критичар (Висарион Белински) је дао чувену карактеризацију: „Рођен је нови Гогољ!“.

### Прогон у Сибир и књижевно стваралаштво
Убрзо након објављивања приповетке „Беле ноћи” у рано јутро 23. априла 1849. године, Достојевски је ухапшен и провео је осам месеци у притвору у Петропавловској тврђави. На дан 16. новембра исте године је осуђен на смрт због делања против власти у склопу интелектуалног круга, тзв. Круга Петрашевског. Пресуда је гласила: „Инжењерски поручник Ф. М. Достојевски, стар 28 година, због учешћа у злочиначким плановима и покушаја ширења брошура и прокламација штампаних у тајној штампарији — осуђује се на смрт стрељањем“. Смртна казна је 19. новембра преиначена на закључак војног суда на осам година тешког рада. Током овог периода повећао се број епилептичних напада за које је имао генетску предиспозицију. Године 1854. је пуштен из затвора да би служио у Сибирском регименту. Достојевски је провео наредних пет година као поручник у седмом батаљону, који је био стациониран у тврђави у Семипалатинску, у данашњем Казахстану.

Овај период се сматра за прекретницу у његовом животу. Достојевски је напустио раније политичке ставове и вратио се традиционалним руским вредностима. Постао је убеђени хришћанин и велики противник филозофије нихилизма. Позната је његова чувена парабола о Христу и истини: 
„Када би ми неко могао доказати да је Христос ван истине, и када би истина збиља искључивала Христа, ја бих претпоставио да останем са Христом, а не са истином. Без Христа све одједном постаје одвратно и грешно. Покажите ми нешто боље од Христа! Покажите ми ваше праведнике које ћете ставити место Христа.” 
У то време је упознао и Марију Дмитријевну Исајеву, удовицу пријатеља из Сибира, којом се потом оженио. Године 1860. се вратио у Санкт Петербург, где започиње неколико неуспешних књижевних часописа са својим братом Михаилом. Достојевски бива изузетно потресен смрћу супруге 1864. године, а одмах затим и смрћу свога брата. Био је у лошој финансијској ситуацији, а морао је да издржава и удовицу и децу свога брата. У то време је потонуо у депресију, коцкајући се, често губећи и задужујући се. Убрзо је коцкање прерасло у порок. Тако је и једно од његових најпознатијих дела, „Злочин и казна“ написано у рекордно кратком року и брзо објављено да би успео да исплати коцкарске дугове, а пошто их је отплатио поново је остао готово без новца. Роман му је донео славу, али га није спасао беде. Издавач Стеловски га уцењује, нуди три хиљаде рубаља за право да издаје његова дела, али уз обавезу да напише још један роман. Немајући избора, Достојевски је пристао. У исто време је написао и књигу „Коцкар“ да би задовољио уговор са својим издавачем.
Достојевски је у ово време путовао по западној Европи. Тамо је прво покушао да обнови љубавну везу са Аполинаријом Сусловом, младом студенткињом, али је она одбила да се уда за њега. Још једном му је сломљено срце, али је ускоро упознао Ану Григорјевну, двадесетогодишњу девојку која је радила као стенографкиња, којом се оженио 1867. године. У том периоду је написао своја највећа дела. Од 1873. до 1881. године издаје, овај пут успешан, месечни књижевни часопис са кратким причама, карикатурама и чланцима о актуелним дешавањима — Пишчев дневник. Пишчев дневник се издавао у новинама кнеза Мешчерског „Гражданин“, где је Достојевски био уредник. Часопис је доживео огроман успех.
За време српско-турског рата 1876—1877. више пута је писао о Србији и Црној Гори, Черњајеву и добровољцима. Тих година почиње рад на роману Браћа Карамазови.
Достојевски је 1877. године одржао почасни говор на сахрани песника Некрасова, који је тада побудио многе контроверзе, а године 1880. одржао је познати Пушкинов говор на отварању споменика Пушкину у Москви.
Пред крај живота је живео у граду Стараја Руса у Новгородској области, недалеко од Санкт Петербурга.

## Велико креативно раздобље
Године 1864. Достојевски обелодањује бриљантне „Записе из подземља“ - један од најинтензивнијих исповедних кратких романа, претечу сличних дела Камија, Крлеже, Селина или Андрејева. У њему је писац применио низ поступака у којима је иновирао прозу и поставио образац својих будућих великих романа: идеолошки обрачун с утопијским и уопштено "хуманистичким" стереотипима, низ есејистичких поглавља која су есенцијално драматизирани сократовски дијалози вођени у атмосфери набијеној страстима и скандалима; журналистички стил којему је једина сврха функционалност у приопћавању ауторове визије, а не естетски доживљај; психолошку типологију која обухваћа најчешће кротке и понизне хршћане (Соња Мармеладова, Аљоша Карамазов, кнез Мишкин), нихилистичке цинике (Свидригајлов, Николај Ставрогин), радикалне интелектуалце у борби против свих општеприхваћених вредности или "религиозне атеисте" (Родион Раскољников, Иван Карамазов, Кирилов), децу из „случајних породица“ и људе којима је повређено достојанство (јунак романа „Младић“, „Записи из подземља“). Достојевски је развио технику струје свести давно пре но што је постала популарна у англоамеричком роману 20. веку (пример је даља приповетка „Кротка“), сажео је радњу у свега неколико дана („Идиот“) или сати, дајући временски пресек у свести наратора („Кротка“), те створио истински „полифони роман“ (како га је назвао истакнути руски теоретик Михаил Бахтин) у којему многогласје идеолошке и верскофилозофске борбе која раздире протагонисте налази израз како у интериоризираним свестима, тако у драмски набијеним дијалозима.
Већина је романа Достојевскога смештена у тмурно озрачје велеградскога подземља, са средиштем око узбудљивих догађаја баштињених из тривијалнога романа и црних хроника (убиство, очеубиство, злочин, крађа, скандали разне врсте) и врти се око за човечанство „проклетих питања“: нарави зла, људске патње, смртности и бесмртности, постојања и непостојања Бога, слободе и одговорности, судбине Русије и Запада. Како су приметили неки критици - Достојевски је битно спиритуални аутор, те је његова карактеризација човека као „срца у којем се боре Бог и Сотона, а залог је људски живот“ можда и примерен опис његовог властитог стваралаштва. У типологији јунака коју је навео Нортроп Фрај у књизи „Анатомија критике“, књижевни се ликови крећу од надземаљских богова и полубогова (најчешће митске и религијске приче) до обичних људи (реалистички роман) и, у читатељевом дискурзу, инфериорних појединаца који су испод нивоа вредности просечних људи. Паскаловским речником, човек је биће ниже од анђела. Међутим, ликови Достојевског су често и ниже од обичних људи, каткад управо анимални, али у тренуцима екстазе досежу и прелазе ниво анђела, па је та двострука оптика једна од тајни узбудљивости дела Достојевскога: истодобно ниже од животиње и више од анђела, његови архетипски раскољени јунаци зраче духовном виталношћу која је темељ метафизичке и спиритуалне нарави.

## Стваралаштво и утицај
Најпознатија дела су му „Злочин и казна“„“ и „Браћа Карамазови“. У „Злочину и казни“ главни лик, сиромашни студент, искушава себе понет идејама о „великим људима“ и социјалној правди. Живећи у највећој беди изграђује поглед на свет који се заснива на идеји да је друштво суштински неправедно, јер омогућава бескорисним и исквареним људима да уживају у богатству, док истински вредни људи пропадају у сиромаштву без могућности да развију и остваре своје способности. Правосуђе осуђује ситне злочине, а историја слави људе попут Наполеона који су одговорни за смрт хиљада људи. Одлучује да искуша себе и да почини злочин који ће му омогућити новац за школовање и човека достојни живот. Међутим, под теретом савести на крају се предаје полицији. „Браћа Карамазови“ је последња књига Достојевског. То је роман сложене структуре у чијем је средишту судбина породице Карамазових. Осим тога познати су и његови романи „Коцкар“ и „Идиот“.
Стваралаштво и име Достојевског је временом постало синоним за дубоку психолошку анализу. Дуго су психолошка анализа и контрадикторност његових ликова чиниле да чак и систематске психолошке теорије значајних психолога изгледају површно. Многи теоретичари психологије, укључујући и самог Зигмунда Фројда, сматрали су Достојевског зачетником психолошке теорије и анализе. Осећај за зло и љубав према слободи учинили су његово дело врло релевантним за 20. век, век два светска рата, масовних убистава и тоталитарних режима. Његове идеје и иновације у форми књижевног дела, дубоко су утицале на многе филозофе и писце, Фридриха Ничеа, Албера Камија, Жана Пола Сартра, Михаила Булгакова. Немачки писац Томас Ман назива Достојевског највећим психологом светске књижевности. Дела склопљена од комбинације обичних и свакодневних тема са универзалним питањима, као што су вера, патња и значење живота, и данас буде живо интересовање читалаца широм света. Поред константног интересовања читалачке публике широм света Достојевски привлачи пажњу и изучавалаца књижевности, књижевних критичара, историчара књижевности и теоретичара књижевности, као и стручњака из других области (психологије, хришћанске теологије, филозофије, антропологије и др). Достојевски се сматра руским књижевником о коме је највише писано, а само библиографија радова о њему на руском језику до половине 20. века објављена је у више томова. Његова дела остварила су значајног утицаја и у српској култури. Неки од најзначајнијих српских интелектуалаца писали су о Достојевском или били под утицајем његовог књижевног стваралаштва: Јустин Поповић написао је студију о филозофским схватањима Достојевског са позиција православне теолошке мисли, Исидора Секулић му је посветила више есеја, сматра се да је остварио утицај на литерарно стваралаштво Милована Ђиласа, а Никола Милошевић му је посветио више филозофских и књижевнотеоријских студија (Достојевски као мислилац, Негативни јунак итд). Посебно је велики утицај Достојевски имао на руску религиозну филозофију.

## Смрт
Преминуо је 9. фебруара по новом, односно 28. јануара по старом, календару, 1881. године у Санкт Петербургу од последица крварења узрокованог епилептичним нападом. После два дана, његово тело је испратила на гробље безбројна гомила народа, монаштва и свештенства. Сахрањен је на гробљу „Тихвин“ при манастиру Александар Невски, у Санкт Петербургу, у Русији. Процењује се да је 40.000 људи присуствовало његовој сахрани, махом омладина и студенти, а сам се погреб претворио у демонстрације против царизма - упркос пишчевом недвосмисленом ставу према целом том питању. Таква почаст одавана је једино телима преминулих руских царева. На његовом надгробном споменику пише: „Заиста, заиста вам кажем, ако зрно пшенично, паднувши на земљу, не умре, онда једно остане; ако ли умре, много рода роди.“ (Јеванђеље по Јовану XII,24), што је и епиграф његовог последњег романа, „Браћа Карамазови“.

## Дела

### Романи
- Бедни људи, 1846 — роман у писмима.
- Двојник, 1846 — психолошка студија на тему раздвојене личности.
- Неточка Незванова, 1849 — недовршено дело, прекинуто хапшењем и одласком у Сибир.
- Село Степанчиково, 1859 — написано у Сибиру, комични роман с темом о провинцијској властели.
- Понижени и увређени, 1861 — роман-фељтон, апологија љубави.
- Записи из мртвог дома, 1861 — роман о заточеништву, један од најбогатијих карактеролошких списа у историји, било да је реч о чисто психолошким, антрополошким или конкретно књижевним остварењима.
- Записи из подземља, 1864 — интимна филозофска исповест човека из „подземља”.
- Злочин и казна, 1866 — прелазни облик према модерном роману, виртуозни роман на тему савести.
- Коцкар, 1866 — такође врста аутобиографског списа, роман о искушењима коцкарске страсти.
- Идиот, 1868 — апологија доброте, православља и лепоте.
- Зли дуси, 1871—1872 — „антинихилистички роман“.
- Младић, 1875 — филозофско разматрање мотива и циља, невероватно понирање у дубину младе људске душе.
- Браћа Карамазови, 1879—1880 — круна пишчевог стваралаштва.

### Новеле и кратке приче
- Господин Прохарчин, 1846
- Роман у девет писама, 1847 — кратка прича објављена у јануарском броју часописа „Савременик”
- Газдарица, 1847
- Туђа жена и муж под креветом, 1848
- Слабо срце, 1848
- Ползунков, 1848
- Поштени лопов, 1848
- Божићно дрвце и свадба, 1848 — објављена у Домовинским записима
- Беле ноћи, 1848
- Мали јунак, 1849
- Ујкин сан, 1859
- Непријатан случај, 1862
- Зимске белешке о летњим утисцима, 1863 — историјско-филозофски „експеримент“ о буржоаском друштву.
- Крокодил, 1865
- Вечни муж, 1870
- Бобац, 1873
- Кротка, 1876 — објављена унутар пишчевог дневника, „једна од најпотреснијих новела очаја“ у светској књижевности
- Сељак Мареј, 1876 — објављен у Пишчевом Дневнику
- Сан смешног човека, 1877